# Stijfheid

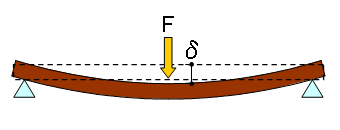
Stijfheid in een balk

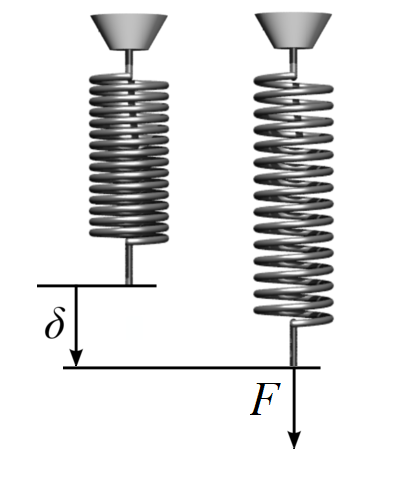
Stijfheid in een veer

Stijfheid of rigiditeit is een materiaaleigenschap, die de mate waarin een materiaal of een constructie zich tegen elastische vervorming verzet aangeeft. Het tegenovergestelde is flexibiliteit.

## Definitie
Een lichaam waarop een kracht {\displaystyle F} werkt zal bij niet al te grote kracht een elastische vervorming ondergaan langs dezelfde vrijheidsgraad als de kracht. De grootte {\displaystyle \delta } van deze vervorming is evenredig met de aangelegde kracht. De inverse van de evenredigheidsconstante noemt men de stijfheid {\displaystyle k} van het lichaam: 
{\displaystyle k={\frac {F}{\delta }}}
In het Internationale Systeem van Eenheden wordt stijfheid gemeten in newton per meter.

## Torsiestijfheid

Torsiestijfheid in een cilindrische staaf met lengte L onder een hoek α met koppel M

Een lichaam kan ook een torsiestijfheid of rotatiestijfheid {\displaystyle k} hebben, de evenredigheidsconstante in de vergelijking die de elastische verdraaiing over de hoek {\displaystyle \theta } geeft bij een aangelegd koppel {\displaystyle M}:
{\displaystyle M=k\,\theta }
In het ISO wordt de rotatiestijfheid doorgaans gemeten in newtonmeter per radiaal.

## Verband met de elasticiteitsmodulus
Elasticiteitsmodulus is niet hetzelfde als stijfheid. De elasticiteitsmodulus is een eigenschap van het materiaal zelf. Stijfheid is een eigenschap van een vast lichaam en hangt af van:
- het materiaal
- de vorm
- de randvoorwaarden

Bijvoorbeeld, voor een lichaam waarop druk en trek worden uitgeoefend, is de axiale stijfheid {\displaystyle k}:
{\displaystyle k={\frac {AE}{L}}},
waarin
{\displaystyle A} de dwarsdoorsnede van het element is,
{\displaystyle E} de elasticiteitsmodulus is,
{\displaystyle L} de lengte van het element is.

## Star
Starheid of star is het gedrag van een zeer stijf materiaal. Het is in principe een ideale situatie waarbij de elasticiteitsmodulus {\displaystyle E} zo groot is dat bij elastische vervorming door een spanning {\displaystyle \sigma } de rek {\displaystyle \varepsilon } nagenoeg nul is. Dit ideale gedrag voor bepaalde situaties wordt vaak gebruikt in (computer)simulaties en modellen, waarbij het gedrag van zeer stijve materialen als star wordt aangenomen. In de continuümmechanica gebruikt men voor de starre contiuümlichamen de term star lichaam.

## Gebruik in techniek
De stijfheid van een structuur is van groot belang in vele technologische toepassingen. De elasticiteitsmodulus is in veel gevallen een van de belangrijkste eigenschappen bij het selecteren van een materiaal. Een hoge elasticiteitsmodulus wordt gevraagd als verleggingen, bewegingen en verschuivingen van het materiaal ongewenst zijn; een lage elasticiteitsmodulus is een vereiste voor materiaal met een flexibele structuur.